# Wahlkreis Clydesdale (Schottisches Parlament)
| Clydesdale                  |
| --------------------------- |
| Clydesdale · South Scotland |
| Gebildet                    |
| 1999                        |
| Abgeordneter                |
| Màiri McAllan (SNP)         |
| Regionen                    |
| South Lanarkshire           |

Clydesdale ist ein Wahlkreis für das Schottische Parlament. Er wurde 1999 als einer von neun Wahlkreisen der Wahlregion South of Scotland eingeführt, die im Zuge der Revision der Wahlkreise im Jahre 2011 neu zugeschnitten und in South Scotland umbenannt wurde. Hierbei wurden auch die Grenzen des Wahlkreises Clydesdale neu gezogen. Der Wahlkreis umfasst Gebiete der Council Area South Lanarkshire und entsendet einen Abgeordneten.
Der Wahlkreis erstreckt sich über eine Fläche von 1565,9 km2. Im Jahre 2020 lebten 73.203 Personen innerhalb seiner Grenzen.

## Wahlergebnisse

### Parlamentswahl 1999
| Ergebnisse der Parlamentswahl 1999 | Ergebnisse der Parlamentswahl 1999 | Ergebnisse der Parlamentswahl 1999 | Ergebnisse der Parlamentswahl 1999 |
| Partei                             | Kandidat                           | Stimmen                            | %                                  |
| ---------------------------------- | ---------------------------------- | ---------------------------------- | ---------------------------------- |
| Labour                             | Karen Turnbull                     | 16.755                             | 43,0                               |
| SNP                                | Anne Winning                       | 12.875                             | 33,1                               |
| Conservative                       | Charles Cormack                    | 5814                               | 14,9                               |
| Liberal Democrats                  | Sandra Grieve                      | 3503                               | 7,9                                |

### Parlamentswahl 2003
| Ergebnisse der Parlamentswahl 2003 | Ergebnisse der Parlamentswahl 2003 | Ergebnisse der Parlamentswahl 2003 | Ergebnisse der Parlamentswahl 2003 | Ergebnisse der Parlamentswahl 2003 |
| Partei                             | Kandidat                           | Stimmen                            | %                                  | ±                                  |
| ---------------------------------- | ---------------------------------- | ---------------------------------- | ---------------------------------- | ---------------------------------- |
| Labour                             | Karen Gillon                       | 14.800                             | 45,6                               | +2,6                               |
| SNP                                | John Brady                         | 8129                               | 25,1                               | −8,0                               |
| Conservative                       | Alastair Campbell                  | 5174                               | 15,9                               | +1,0                               |
| Liberal Democrats                  | Fraser Grieve                      | 2338                               | 7,2                                | −0,7                               |
| Socialist                          | Owen Meharry                       | 1422                               | 4,4                                | +4,4                               |
| Parteilos                          | David Morrision                    | 579                                | 1,8                                | +1,8                               |
| Wahlbeteiligung: 32.442 (50,95 %)  |                                    |                                    |                                    |                                    |

### Parlamentswahl 2007
| Ergebnisse der Parlamentswahl 2007 | Ergebnisse der Parlamentswahl 2007 | Ergebnisse der Parlamentswahl 2007 | Ergebnisse der Parlamentswahl 2007 | Ergebnisse der Parlamentswahl 2007 |
| Partei                             | Kandidat                           | Stimmen                            | %                                  | ±                                  |
| ---------------------------------- | ---------------------------------- | ---------------------------------- | ---------------------------------- | ---------------------------------- |
| Labour                             | Karen Gillon                       | 13.835                             | 41,5                               | −4,1                               |
| SNP                                | Aileen Campbell                    | 10.942                             | 32,8                               | +7,7                               |
| Conservative                       | Colin McGavigan                    | 5604                               | 16,8                               | +0,9                               |
| Liberal Democrats                  | Fraser Grieve                      | 2951                               | 8,8                                | +1,6                               |
| Wahlbeteiligung: 33.332 (50,49 %)  |                                    |                                    |                                    |                                    |

### Parlamentswahl 2011
| Ergebnisse der Parlamentswahl 2011 | Ergebnisse der Parlamentswahl 2011 | Ergebnisse der Parlamentswahl 2011 | Ergebnisse der Parlamentswahl 2011 | Ergebnisse der Parlamentswahl 2011 |
| Partei                             | Kandidat                           | Stimmen                            | %                                  | ±                                  |
| ---------------------------------- | ---------------------------------- | ---------------------------------- | ---------------------------------- | ---------------------------------- |
| SNP                                | Aileen Campbell                    | 14.931                             | 49,9                               | +17,1                              |
| Labour                             | Karen Gillon                       | 10.715                             | 35,8                               | −5,7                               |
| Conservative                       | Colin McGavigan                    | 4291                               | 14,3                               | −2,5                               |
| Wahlbeteiligung: 29.937 (52,68 %)  |                                    |                                    |                                    |                                    |

### Parlamentswahl 2016
| Ergebnisse der Parlamentswahl 2016        | Ergebnisse der Parlamentswahl 2016 | Ergebnisse der Parlamentswahl 2016 | Ergebnisse der Parlamentswahl 2016 | Ergebnisse der Parlamentswahl 2016 |
| Partei                                    | Kandidat                           | Stimmen                            | %                                  | ±                                  |
| ----------------------------------------- | ---------------------------------- | ---------------------------------- | ---------------------------------- | ---------------------------------- |
| SNP                                       | Aileen Campbell                    | 14.821                             | 44,0                               | −5,9                               |
| Conservative                              | Alex Allison                       | 8.842                              | 26,2                               | +11,9                              |
| Labour                                    | Claudia Beamish                    | 6.995                              | 20,7                               | −15,0                              |
| Unabhängige                               | Danny Meikle                       | 1.332                              | 4,0                                | +4,0                               |
| Clydesdale and South Scotland Independent | Bev Gauld                          | 909                                | 2,7                                | +2,7                               |
| Liberal Democrats                         | Jennifer Jamieson Ball             | 820                                | 2,4                                | +2,4                               |
| Wahlbeteiligung: 33.719 (57,7 %)          |                                    |                                    |                                    |                                    |

### Parlamentswahl 2021
| Ergebnisse der Parlamentswahl 2021 | Ergebnisse der Parlamentswahl 2021 | Ergebnisse der Parlamentswahl 2021 | Ergebnisse der Parlamentswahl 2021 | Ergebnisse der Parlamentswahl 2021 |
| Partei                             | Kandidat                           | Stimmen                            | %                                  | ±                                  |
| ---------------------------------- | ---------------------------------- | ---------------------------------- | ---------------------------------- | ---------------------------------- |
| SNP                                | Màiri McAllan                      | 17.596                             | 43,2                               | −0,8                               |
| Conservative                       | Liam Kerr                          | 13.018                             | 32,0                               | +5,8                               |
| Labour                             | Claudia Beamish                    | 8.960                              | 22,0                               | +1,3                               |
| Liberal Democrats                  | Amanda Kubie                       | 1.144                              | 2,8                                | +0,4                               |
| Wahlbeteiligung: 67 %              |                                    |                                    |                                    |                                    |